# Conchoraptor gracilis
Il Conchoraptor gracilis ("ladro di conchiglie") era un dinosauro degli Oviraptoridae vissuto in Mongolia durante il Cretaceo.

## Un dinosauro bizzarro
A differenza di cugini famosi tipo l'Oviraptor, questo rettile piumato non aveva molte caratteristiche tipiche di essi: infatti era sprovvisto di cresta e relativamente piccolo. Come dice poi lo stesso nome, si pensa che la sua dieta consisteva nel mangiare molluschi il cui guscio sarebbe stato frantumato dal suo poderoso becco.

## Scoperta

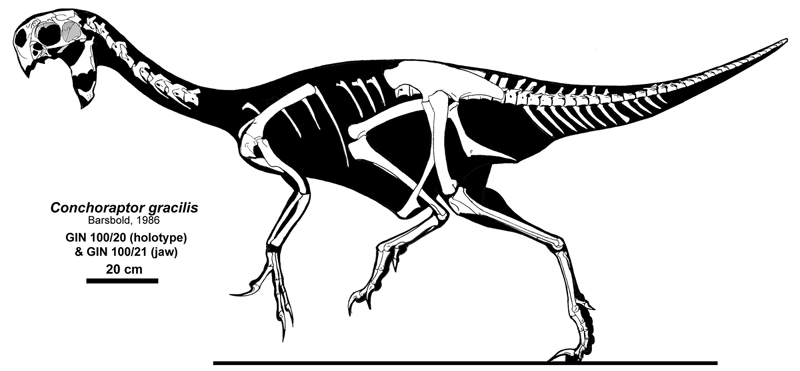
Ricostruzione dello scheletro

La specie, Conchoraptor gracilis è stata scoperta nel 1986. Inizialmente si è creduto che il fossile fosse stato appartenuto ad un piccolo di Oviraptor senza cresta, ma poi si capì che era di un animale diverso.
In tempi recenti, poi, si è scoperto che il Conchoraptor apparteneva ad un genere che era a metà strada fra due suoi stretti parenti, Ingenia e Citipati.